# New Found Glory (album)
Albums de New Found Glory
From Your Screen To Your Stereo E.P
(2000) Sticks And Stones
(2002)
New Found Glory est le deuxième album studio du groupe de punk mélodique américain New Found Glory. Il est sorti en 2000.

## Liste des titres
1. Better Off Dead - 2:48
2. Dressed To Kill - 3:28
3. Sincerely Me - 2:48
4. Hit Or Miss - 3:22
5. Second To Last - 2:44
6. Eyesore - 3:46
7. Vegas - 2:30
8. Sucker - 2:53
9. Black And Blue - 2:09
10. Boy Crazy - 3:18
11. All About Her - 3:03
12. Ballad For The Lost Romantics - 3:24

## Musiciens
- Jordan Pundik : chant
- Chad Gilbert : guitare et chœurs
- Steve Klein : guitare et chœurs
- Ian Grushka : basse et chœurs
- Cyrus Bolooki : batterie